# 李敦 (英國)
李敦爵士，CBE（英語：Sir Charles Wilfrid Newton，1928年12月11日—2012年11月28日），英國運輸界人物，曾在1980年代及1990年代分別擔任香港地下鐵路公司（今香港鐵路有限公司）以及倫敦區域運輸局（London Regional Transport，今倫敦運輸局）主席。

## 生平

### 早年生涯
李敦在1928年12月11日生於南非，並在約翰內斯堡接受中小學教育。他在金山大學畢業後成為會計師，及後擔任英國建築原料公司特納和紐沃爾（Turner & Newall）的常務董事及行政總裁。

### 香港地下鐵路公司
1983年3月，李敦離開特納和紐沃爾，轉任香港地下鐵路公司主席。在任內，李敦負責港島綫的興建工作，並在1985年5月聯同時任香港總督尤德爵士在太古站一同主持該綫的通車儀式。
李敦在香港期間亦曾在1986年至1989年間擔任香港期貨交易所主席，以及香港上海匯豐銀行的非執行董事。

### 倫敦區域運輸局
1989年，李敦獲委任為倫敦區域運輸局主席。其任內曾推動倫敦地鐵銀禧線延線工程。而部份曾參與香港地鐵建造工作的專家，如香港地鐵前建築師羅蘭·保萊蒂（Roland Paoletti）亦被聘用作有關工程。
在1987年國王十字站大火之後，倫敦區域運輸局的忽視和自滿備受批評，其中北線更被暱稱為「苦難線」。李敦在1991年的一場關乎倫敦未來的研討會上指地鐵網絡「一團糟得令人震驚」，並指出「基建已被忽視30年」。李敦打算將倫敦地鐵在十年內打造成為一個「體面的現代地鐵」，並改善現有路線及加強服務水準。
但是，1990年代初期經濟衰退導致票務收入下跌，再加上斷斷續續的投資和財政部預算在1993年至1996年間減少30%，使改善工程難以進展。在1992年秋季的聲明中，李敦被指在政府沒有履行對倫敦區域運輸局增加超過7億英鎊的承諾「罕有地公開表示憤怒」。1993年3月，李敦授權經理將倫敦區域運輸局的惡化服務和取消歸咎於政府對承諾的違反。李敦本人亦在1993年11月財政預算案後亮相電視節目時就政府對倫敦區域運輸局的注資作出批評。
李敦在1994年年屆65歲退休年齡，但財政部否決其選定的替任人選。李敦及後在同年9月離任，由彼得·福特（Peter Ford）接任。

### 逝世
李敦在2012年11月28日逝世，享年83歲。

## 榮譽
李敦在1988年獲英廷頒授CBE勳銜，及後在1993年獲冊封為下級勳位爵士。